# آيت إلوكان (آيت ميلك)
آيت إلوكان هي إحدى مشيخات المملكة المغربية، تتبع جغرافيا لإقليم شتوكة آيت باها وإداريًا لآيت ميلك. يقدر عدد سكانها بـ 2411 نسمة حسب الإحصاء الرسمي للسكان والسكنى لسنة 2004.